# Libertad EP
Libertad EP es el primer trabajo discográfico de Egeiro, banda de Pop Industrial Cristiano en El Salvador. El álbum fue lanzado en octubre de 2006, pero no fue hasta el 14 de febrero de 2007 que el EP saliera a la luz.
La primera radio Salvadoreña que puso a Egeiro fue la radio Gospel FM 98.1, siendo "Libertad" el sencillo. La banda consiguió gran apertura en esa radio, que pronto la banda empezaba a ser reconocida y pedían otro sencillo. Otra radio que también aceptó a Egeiro fue la Radio Femenina 102.5 FM, que no es radio Cristiana, pero en su programa "Subterránica" apoyan la música Salvadoreña de varios géneros.
Este EP fue nada más una demostración de Erick Larios y Mario Pérez para poder promocionar su propia disquera, Angelical Records. También fue el esfuerzo de 6 años para lograr grabar y lanzar esta producción.

## Lista de canciones
1. "Libertad" – 3:53
2. "Ayúdame A Sobrevivir – 3:33
3. "Un Toque De Tu Amor" – 3:42
4. "Jehová De Los Ejércitos" – 3:26
5. "Seguiré Amándote" – 3:37
6. "Libertad (GarageBand 120bpm Mix)" – 4:27

- Track Escondido - 2:18

## Créditos
- Producido por: Mario Pérez
- Arreglos: Mario Pérez y Erick Larios
- Edición en Pro Tools, FL Studio, Propellerhead Reason y GarageBand: Mario Pérez
- Ingeniería: Mario Pérez
- Asistente: Erick Larios
- Mezclado y masterizado por: Mario Pérez
- Grabado en: MNP Estudio, Ciudad Merliot, La Libertad
- Voces de fondo en: "Seguiré Amándote","Un Toque De Tu Amor" y "Ayúdame A Sobrevivir": Mario Pérez y Marisela Rodríguez
- Voces de fondo en "Libertad" y "Un Toque De Tu Amor": Mario Pérez
- Invitado especial en "Ayúdame A Sobrevivir" y " Jehová De Los Ejércitos": Josué Carlos "Duke" del grupo F220

## Trivia
- Libertad EP tiene un track escondido. Este incluye los errores al cantar por parte de Erick, Marisela y Duke.
- Las canciones escritas para el álbum completo de "Libertad" eran 14 canciones, pero por motivos de tiempo se decidió sacarlo en formato EP, contanto solo con 3 de las 14 canciones escritas.
- "Seguiré Amándote" es una canción de la exintegrante de Egeiro, Yanira Martínez, y estaba bajo el nombre "Aún Después De Morir".

- Datos: Q5974791